# Montes De La Cuenca De Gallocanta
Montes De La Cuenca De Gallocanta este o arie protejată (arie specială de conservare — SAC, sit de importanță comunitară — SCI) din Spania întinsă pe o suprafață de 5.328,03 ha, integral pe uscat.

## Localizare
Centrul sitului Montes De La Cuenca De Gallocanta este situat la coordonatele 40°56′45″N 1°29′55″W / 40.9458°N 1.4987°V.

## Înființare
Situl Montes De La Cuenca De Gallocanta a fost declarat sit de importanță comunitară în iulie 2000 pentru a proteja 4 specii de plante. Situl a fost protejat și ca arie specială de conservare în februarie 2021.

## Biodiversitate
Situată în ecoregiunea mediteraneană, aria protejată conține 7 habitate naturale: Păduri de stejar galițio-portugheze cu Quercus robur și Quercus pyrenaica, Păduri iberice de Quercus faginea și Quercus canariensis, Pajiști alpine și subalpine calcaroase, Păduri de Quercus ilex și Quercus rotundifolia, Pajiști uscate europene, Pseudostepă cu ierburi și specii anuale de Thero-Brachypodietea, Lande oro-mediteraneene cu formațiuni endemice de grozamă.
La baza desemnării sitului se află mai multe specii protejate de  plante (4): Apium repens, Centaurea pinnata, Marsilea strigosa, Narcissus asturiensis.
Pe lângă speciile protejate, pe teritoriul sitului au mai fost identificate 15 specii de plante, 25 de specii de păsări, 6 specii de amfibieni, 3 specii de mamifere, 2 specii de reptile.